# Olympische Sommerspiele 1920/Leichtathletik – 200 m (Männer)
Der 200-Meter-Lauf der Männer bei den Olympischen Spielen 1920 in Antwerpen wurde am 19. und 20. Juli 1920 im Antwerpener Olympiastadion ausgetragen. 48 Athleten nahmen daran teil.
Olympiasieger wurde der US-Amerikaner Allen Woodring vor seinem Landsmann Charles Paddock. Bronze gewann der Brite Harry Edward.
Aus der Schweiz nahmen keine Athleten teil. Deutschland und Österreich waren von den Olympischen Spielen 1920 ausgeschlossen.

## Bestehende Rekorde
Der Weltrekord über 200 Meter wurde noch bis 1951 nur inoffiziell geführt.
| Weltrekord         | 21,2 s (Inoffiziell)              | Willie Applegarth ( Großbritannien) | London, Großbritannien | 4. Juli 1914    |
| Olympischer Rekord | 21,6 s (Bahn mit gerader Strecke) | Archie Hahn ( USA)                  | OS St. Louis, USA      | 31. August 1904 |

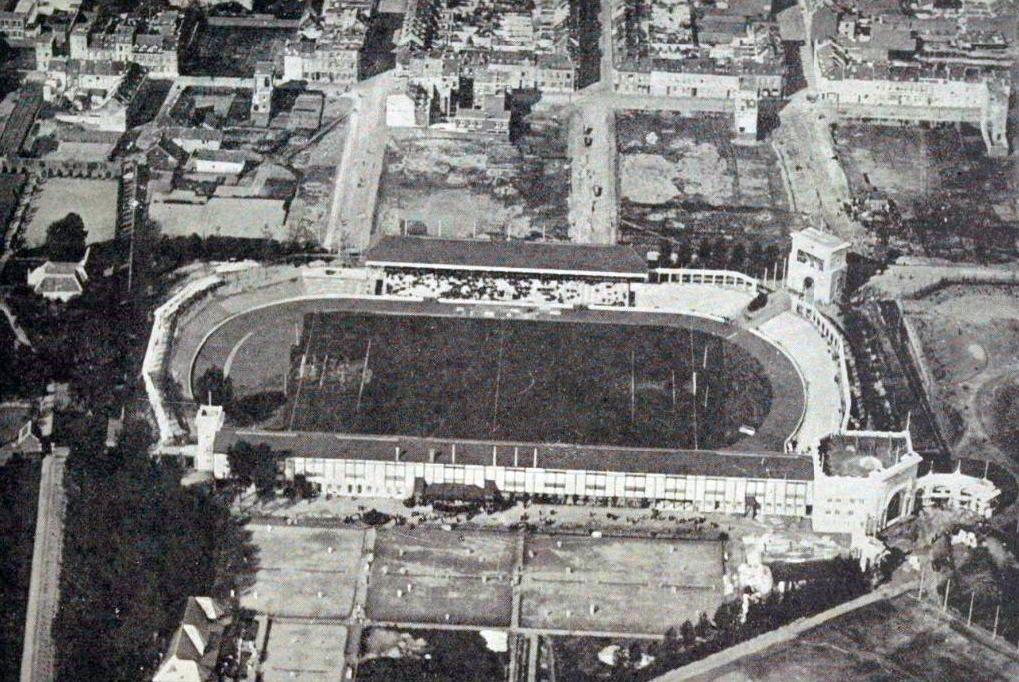
Das Antwerpener Olympiastadion

Hier in Antwerpen blieben Welt- und Olympiarekord unerreicht. Die schnellste gelaufene Zeit betrug 22,0 s (Zweites Viertelfinale: Harry Edward, Großbritannien / Finale: Allen Woodring, USA).

## Durchführung des Wettbewerbs
Am 19. August (14.00 Uhr Ortszeit) wurden insgesamt zwölf Vorläufe durchgeführt. Die auf den ersten beiden Plätzen eingelaufenen Athleten – hellblau unterlegt – qualifizierten sich für die Viertelfinals, die am selben Tag um 16.00 Uhr ausgetragen wurden. Auch aus diesen fünf Läufen kamen jeweils die beiden Erstplatzierten – wiederum hellblau unterlegt – in die am folgenden Tag stattfindende Halbfinalläufe. In beiden Vorentscheidungen qualifizierten sich die jeweils ersten drei Läufer – hellblau unterlegt – für das Finale um 16.00 Uhr desselben Tages.

## Vorläufe
Datum: 19. August 1920, 14.00 Uhr Ortszeit
Einige Zeiten sind nicht überliefert.

### Vorlauf 1
| Platz | Name             | Nation     | Zeit   | Anmerkung |
| ----- | ---------------- | ---------- | ------ | --------- |
| 1     | René Tirard      | Frankreich | 23,2 s |           |
| 2     | Agne Holmström   | Schweden   | 23,3 s |           |
| 3     | Diego Ordóñez    | Spanien    | 23,7 s |           |
| 4     | Shinichi Yamaoka | Japan      | 23,9 s |           |
| 5     | Bjarne Guldager  | Norwegen   | k. A.  |           |

### Vorlauf 2
| Platz | Name              | Nation      | Zeit   | Anmerkung |
| ----- | ----------------- | ----------- | ------ | --------- |
| 1     | George Davidson   | Neuseeland  | 22,6 s |           |
| 2     | Alexandre Ponton  | Kanada      | 22,9 s |           |
| 3     | Félix Mendizábal  | Spanien     | 23,2 s |           |
| 4     | Harry van Rappard | Niederlande | 23,7 s |           |
| 5     | Federico Raparez  | Spanien     | k. A.  |           |

### Vorlauf 3
| Platz | Name          | Nation           | Zeit   | Anmerkung |
| ----- | ------------- | ---------------- | ------ | --------- |
| 1     | Vojtěch Plzák | Tschechoslowakei | 23,4 s |           |
| 2     | William Hill  | Großbritannien   | 23,8 s |           |
| 3     | Marcel Gustin | Belgien          | 24,3 s |           |

### Vorlauf 4
| Platz | Name             | Nation             | Zeit   | Anmerkung |
| ----- | ---------------- | ------------------ | ------ | --------- |
| 1     | Paul Brochart    | Belgien            | 23,2 s |           |
| 2     | William Hunt     | Australien         | 23,5 s |           |
| 3     | Giovanni Orlandi | Königreich Italien | 23,8 s |           |
| 4     | Paul Hammer      | Luxemburg          | 24,1 s |           |

### Vorlauf 5

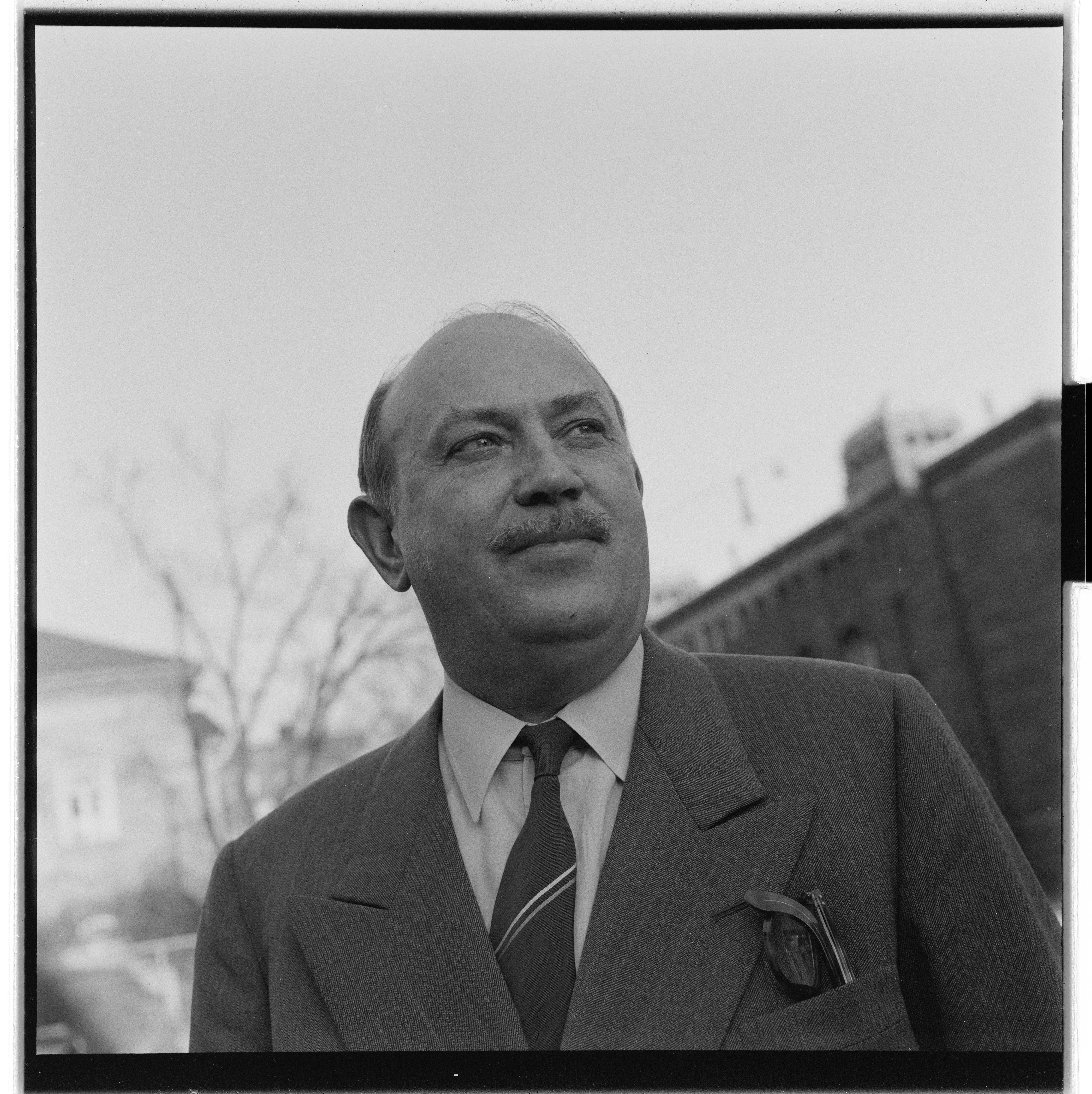
Rolf Stenersen (hier im Jahr 1953) – ausgeschieden als Vierter des fünften Vorlaufs
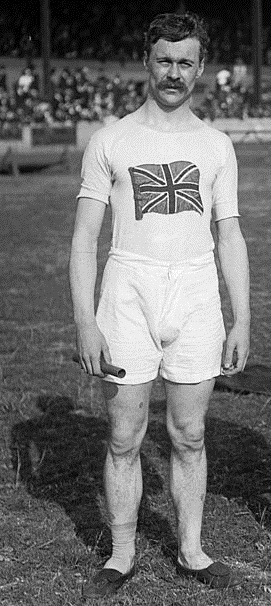
Victor d’Arcy (1912 im Halbfinale gescheitert) – hier ausgeschieden als Dritter des sechsten Vorlaufs

| Platz | Name            | Nation                | Zeit   | Anmerkung |
| ----- | --------------- | --------------------- | ------ | --------- |
| 1     | René Caste      | Frankreich            | 23,0 s |           |
| 2     | Harold Abrahams | Großbritannien        | 23,3 s |           |
| 3     | Jacobus Bukes   | Südafrikanische Union | 23,4 s |           |
| 4     | Rolf Stenersen  | Norwegen              | 23,7 s |           |

### Vorlauf 6
| Platz | Name               | Nation         | Zeit   | Anmerkung |
| ----- | ------------------ | -------------- | ------ | --------- |
| 1     | Charles Paddock    | USA            | 23,2 s |           |
| 2     | August Sørensen    | Dänemark       | 23,8 s |           |
| 3     | Victor d’Arcy      | Großbritannien | 23,9 s |           |
| 4     | Ahmed Abbas Khairy | Ägypten        | k. A.  |           |

### Vorlauf 7
| Platz | Name                | Nation       | Zeit   | Anmerkung |
| ----- | ------------------- | ------------ | ------ | --------- |
| 1     | Sven Krokström      | Schweden     | 23,8 s |           |
| 2     | Max Houben          | Belgien      | 24,2 s |           |
| 3     | Dimitrios Karabatis | Griechenland | 24,2 s |           |

### Vorlauf 8
| Platz | Name            | Nation   | Zeit   | Anmerkung |
| ----- | --------------- | -------- | ------ | --------- |
| 1     | Loren Murchison | USA      | 23,2 s |           |
| 2     | Nils Sandström  | Schweden | 23,6 s |           |
| 3     | Carlos Pajarón  | Spanien  | 24,2 s |           |
| 4     | August Waibel   | Schweiz  | k. A.  |           |

### Vorlauf 9
| Platz | Name           | Nation                | Zeit   | Anmerkung |
| ----- | -------------- | --------------------- | ------ | --------- |
| 1     | Allen Woodring | USA                   | 22,8 s |           |
| 2     | Cor Wezepoel   | Niederlande           | 23,3 s |           |
| 3     | Frank Irvine   | Südafrikanische Union | 23,3 s |           |
| 4     | Ichiro Kaga    | Japan                 | k. A.  |           |
| 5     | Edmond Médécin | Monaco                | k. A.  |           |

### Vorlauf 10
| Platz | Name              | Nation                | Zeit   | Anmerkung |
| ----- | ----------------- | --------------------- | ------ | --------- |
| 1     | Harry Edward      | Großbritannien        | 22,8 s |           |
| 2     | Jack Oosterlaak   | Südafrikanische Union | 23,2 s |           |
| 3     | Sven Malm         | Schweden              | 23,3 s |           |
| 4     | Mario Riccoboni   | Königreich Italien    | k. A.  |           |
| 5     | Reinhold Saulmann | Estland               | k. A.  |           |

### Vorlauf 11

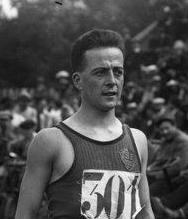
Jean-René Seurin – ausgeschieden als Dritter des zwölften Vorlaufs

| Platz | Name              | Nation      | Zeit   | Anmerkung |
| ----- | ----------------- | ----------- | ------ | --------- |
| 1     | René Lorain       | Frankreich  | 25,0 s |           |
| 2     | Albert Heijnneman | Niederlande | 25,4 s |           |
| 3     | Cyril Coaffee     | Kanada      | k. A.  |           |

### Vorlauf 12
| Platz | Name             | Nation     | Zeit   | Anmerkung |
| ----- | ---------------- | ---------- | ------ | --------- |
| 1     | Morris Kirksey   | USA        | 23,4 s |           |
| 2     | Josef Imbach     | Schweiz    | 23,5 s |           |
| 3     | Jean-René Seurin | Frankreich | k. A.  |           |

## Viertelfinale
Datum: 19. August 1920
Auch in den Viertelfinals ist die Übermittlung der Zeiten nicht komplett.

### Lauf 1

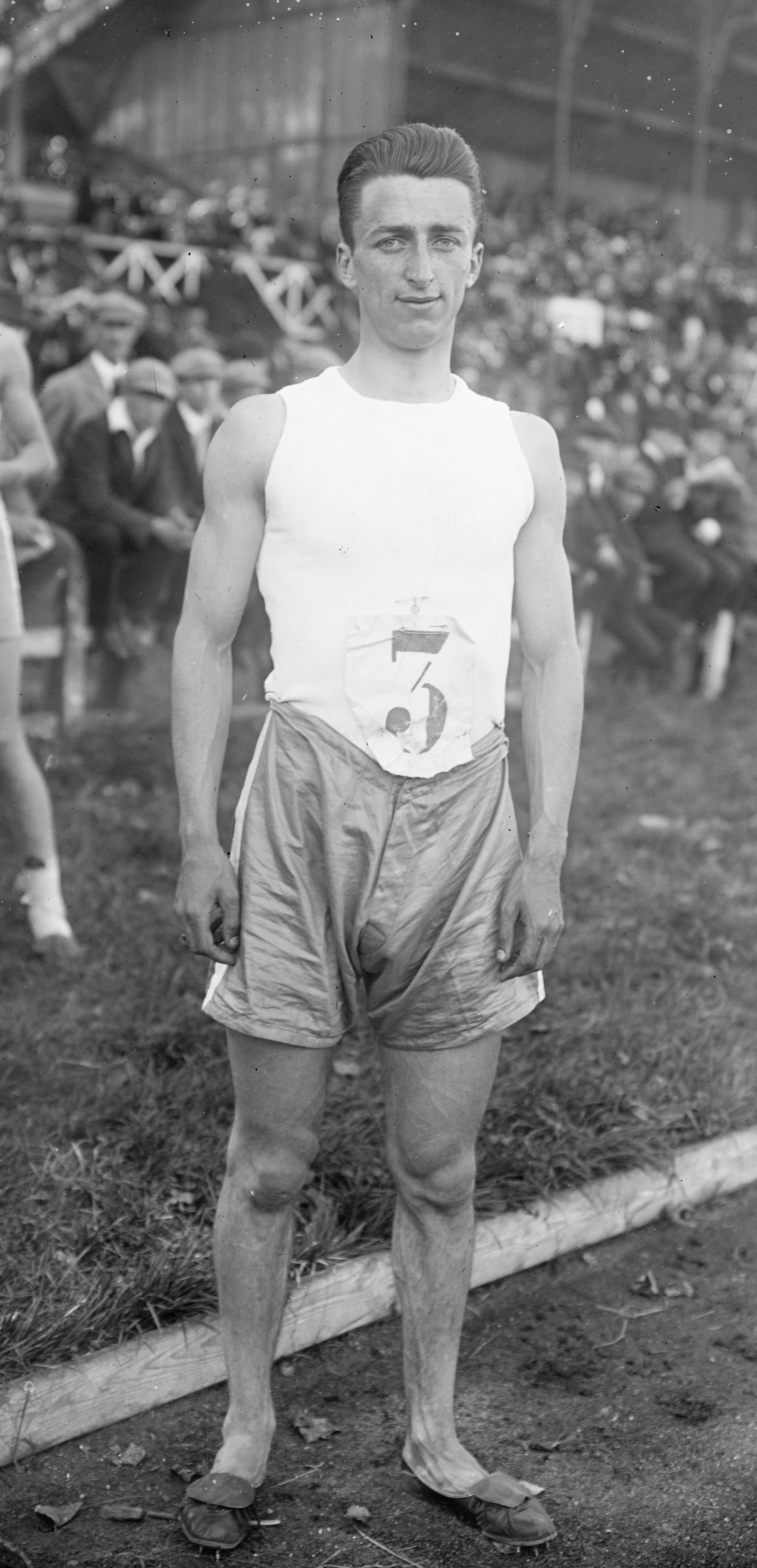
René Tirard – ausgeschieden als Dritter des ersten Viertelfinals
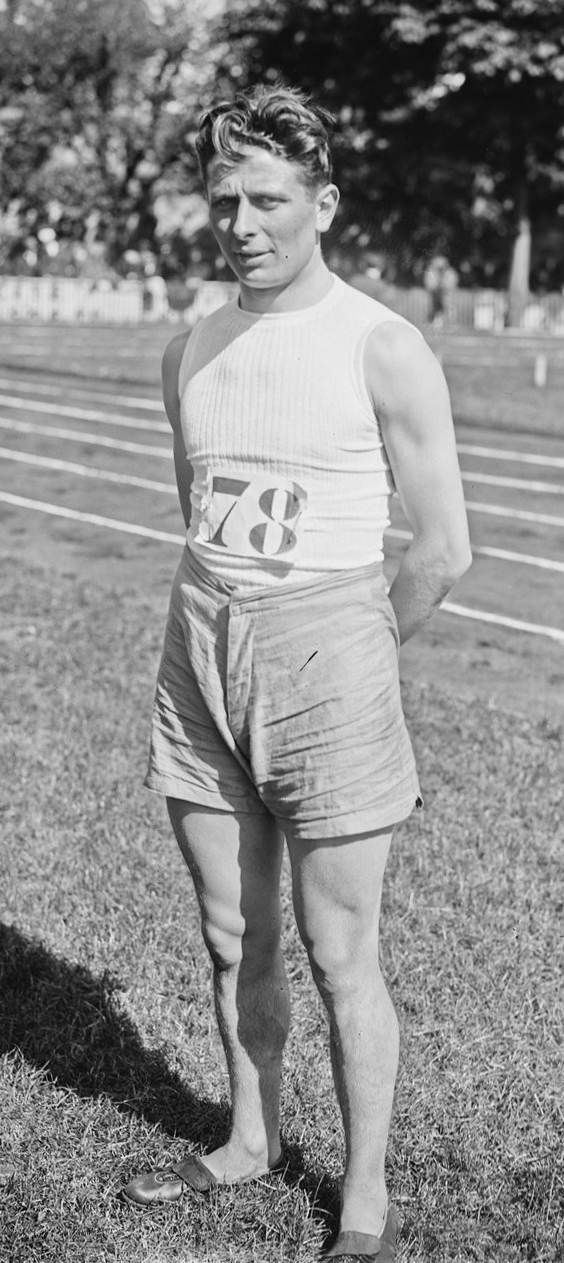
René Lorain – ausgeschieden als Dritter des dritten Viertelfinals
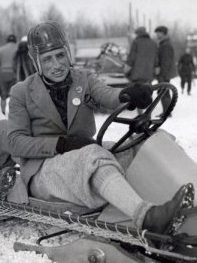
Max Houben (auch als Bobfahrer aktiv) – ausgeschieden als Fünfter des dritten Viertelfinals

| Platz | Name            | Nation     | Zeit   | Anmerkung |
| ----- | --------------- | ---------- | ------ | --------- |
| 1     | Loren Murchison | USA        | 22,8 s |           |
| 2     | Josef Imbach    | Schweiz    | 23,1 s |           |
| 3     | René Tirard     | Frankreich | k. A.  |           |
| 4     | August Sørensen | Dänemark   | k. A.  |           |

### Lauf 2
| Platz | Name           | Nation         | Zeit   | Anmerkung |
| ----- | -------------- | -------------- | ------ | --------- |
| 1     | Harry Edward   | Großbritannien | 22,0 s |           |
| 2     | Allen Woodring | USA            | 22,1 s |           |
| 3     | René Caste     | Frankreich     | 22,2 s |           |
| 4     | William Hunt   | Australien     | 22,4 s |           |
| 5     | Agne Holmström | Schweden       | 22,5 s |           |

### Lauf 3
| Platz | Name            | Nation     | Zeit   | Anmerkung |
| ----- | --------------- | ---------- | ------ | --------- |
| 1     | George Davidson | Neuseeland | 22,8 s |           |
| 2     | Charles Paddock | USA        | 22,9 s |           |
| 3     | René Lorain     | Frankreich | 23,0 s |           |
| 4     | Nils Sandström  | Schweden   | 23,3 s |           |
| 5     | Max Houben      | Belgien    | k. A.  |           |

### Lauf 4

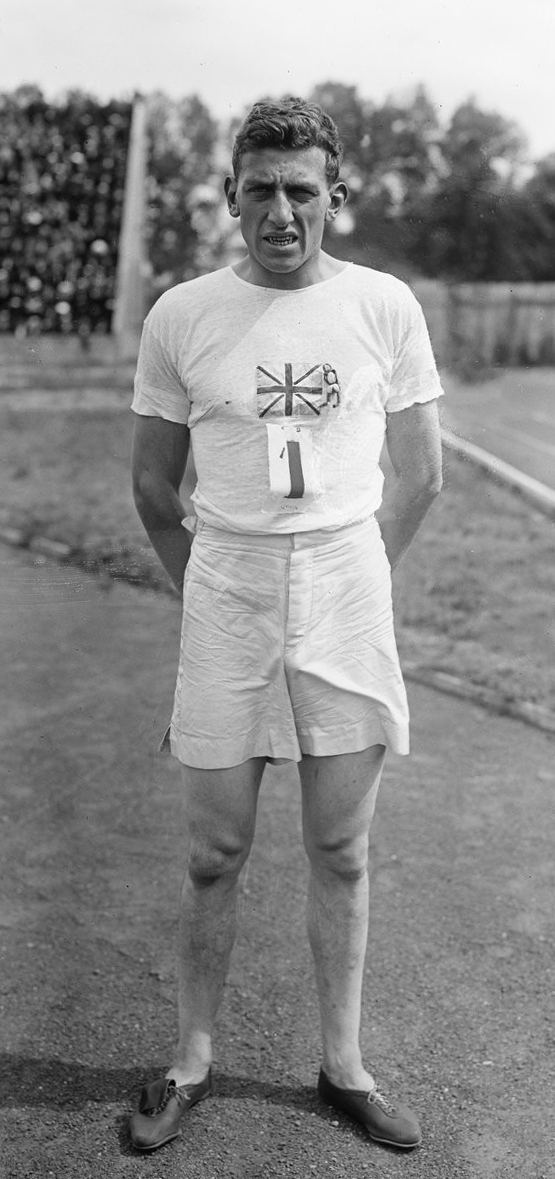
Harold Abrahams (kommender 100-Meter-Olympiasieger) – ausgeschieden als Dritter des vierten Viertelfinals
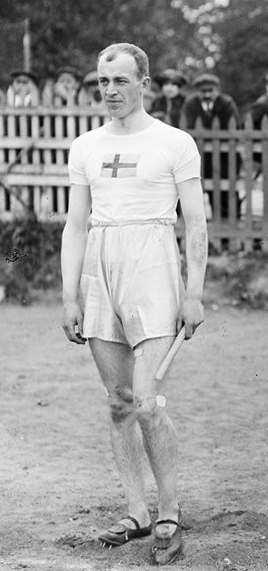
Sven Krokström – ausgeschieden als Vierter des fünften Viertelfinals

| Platz | Name             | Nation           | Zeit   | Anmerkung |
| ----- | ---------------- | ---------------- | ------ | --------- |
| 1     | Morris Kirksey   | USA              | 22,6 s |           |
| 2     | Alexandre Ponton | Kanada           | 22,7 s |           |
| 3     | Harold Abrahams  | Großbritannien   | 23,0 s |           |
| 4     | Vojtěch Plzák    | Tschechoslowakei | 23,1 s |           |
| 5     | Cor Wezepoel     | Niederlande      | 23,3 s |           |

### Lauf 5
| Platz | Name              | Nation                | Zeit   | Anmerkung |
| ----- | ----------------- | --------------------- | ------ | --------- |
| 1     | Jack Oosterlaak   | Südafrikanische Union | 23,0 s |           |
| 2     | Paul Brochart     | Belgien               | 23,1 s |           |
| 3     | William Hill      | Großbritannien        | 23,3 s |           |
| 4     | Sven Krokström    | Schweden              | k. A.  |           |
| 5     | Albert Heijnneman | Niederlande           | k. A.  |           |

## Halbfinale
Datum: 20. August 1920, 14.00 Uhr Ortszeit

### Lauf 1

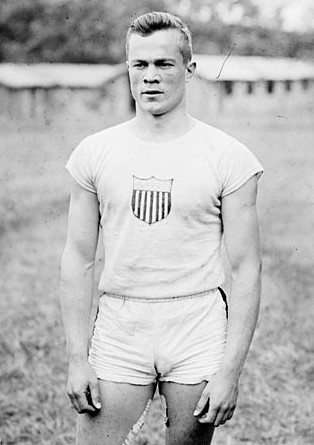
Morris Kirksey – ausgeschieden als Vierter des ersten Halbfinals
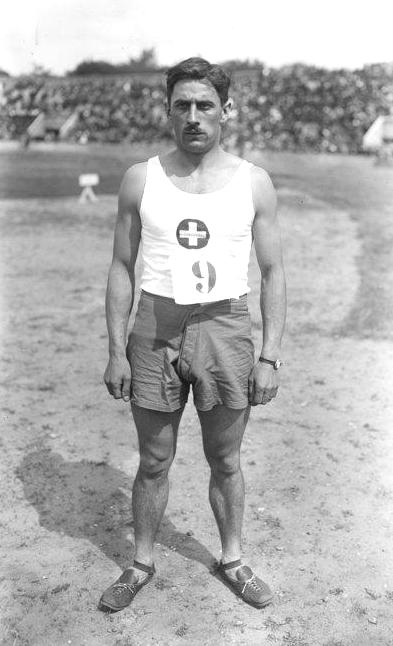
Josef Imbach – Rennen im zweiten Halbfinale nicht beendet

| Platz | Name            | Nation         | Zeit   | Anmerkung |
| ----- | --------------- | -------------- | ------ | --------- |
| 1     | Loren Murchison | USA            | 22,6 s |           |
| 2     | Harry Edward    | Großbritannien | 22,7 s |           |
| 3     | Goerge Davidson | Neuseeland     | 22,7 s |           |
| 4     | Morris Kirksey  | USA            | 22,7 s |           |
| DNF   | Paul Brochart   | Belgien        | –      |           |

### Lauf 2
| Platz | Name             | Nation                | Zeit   | Anmerkung |
| ----- | ---------------- | --------------------- | ------ | --------- |
| 1     | Allen Woodring   | USA                   | 22,4 s |           |
| 2     | Charles Paddock  | USA                   | 22,5 s |           |
| 3     | Jack Oosterlaak  | Südafrikanische Union | 22,7 s |           |
| 4     | Alexandre Ponton | Kanada                | k. A.  |           |
| DNF   | Josef Imbach     | Schweiz               | –      |           |

## Finale
Datum: 20. August 1920, 16.00 Uhr Ortszeit
| Platz | Name            | Nation                | Zeit   | Anmerkung |
| ----- | --------------- | --------------------- | ------ | --------- |
| 1     | Allen Woodring  | USA                   | 22,0 s |           |
| 2     | Charles Paddock | USA                   | 22,0 s |           |
| 3     | Harry Edward    | Großbritannien        | 22,2 s |           |
| 4     | Loren Murchison | USA                   | 22,2 s |           |
| 5     | George Davidson | Neuseeland            | 22,4 s |           |
| 6     | Jack Oosterlaak | Südafrikanische Union | 22,4 s |           |

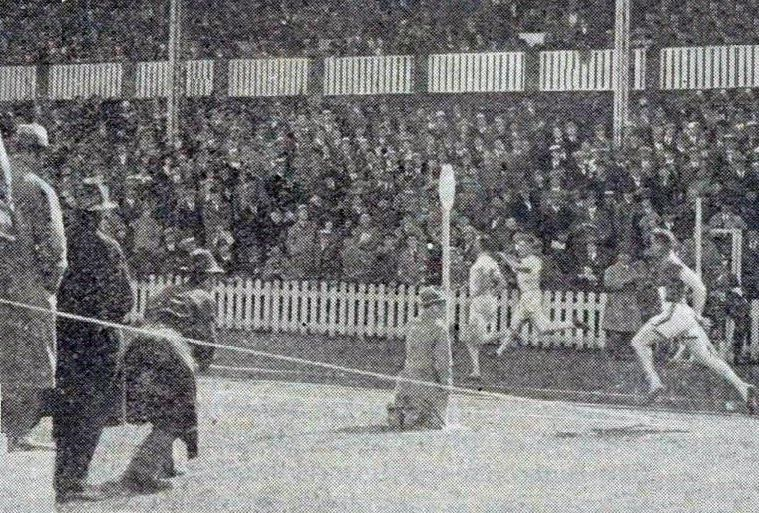
Allen Woodring im Ziel des 200-Meter-Finales vor Charles Paddock

Auch über 200 Meter setzte Charles Paddock wieder seinen Zielsprung ein. Dieses Mal hatte er jedoch keinen Erfolg, denn Allen Woodring war zu stark und wurde Olympiasieger vor Paddock. Harry Edward, der im Viertelfinale mit 22,0 s genauso schnell war wie der spätere Olympiasieger im Finale, gewann Bronze.
Woodrings Sieg war der vierte US-Erfolg im fünften olympischen Finale in dieser Disziplin und zugleich der dritte US-Doppelsieg. Von den bislang fünfzehn vergebenen Medaillen wurden zehn von US-Startern gewonnen.

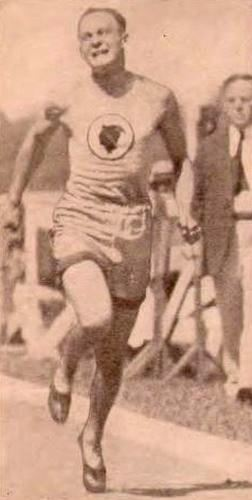
Olympiasieger Allen Woodring
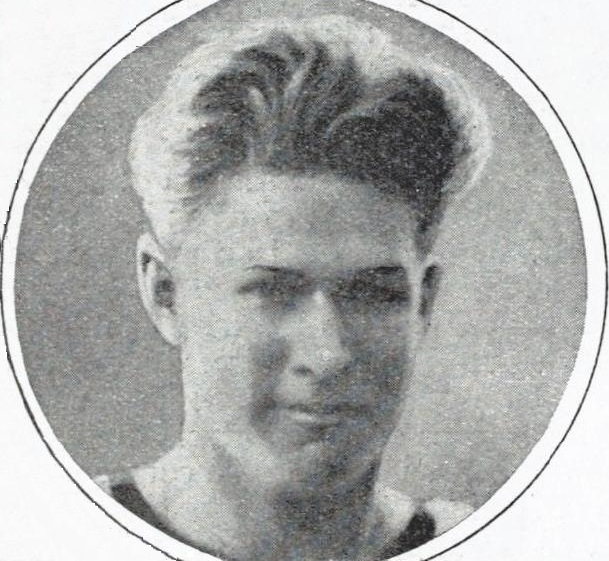
Charles Paddock, Gewinner der Silbermedaille
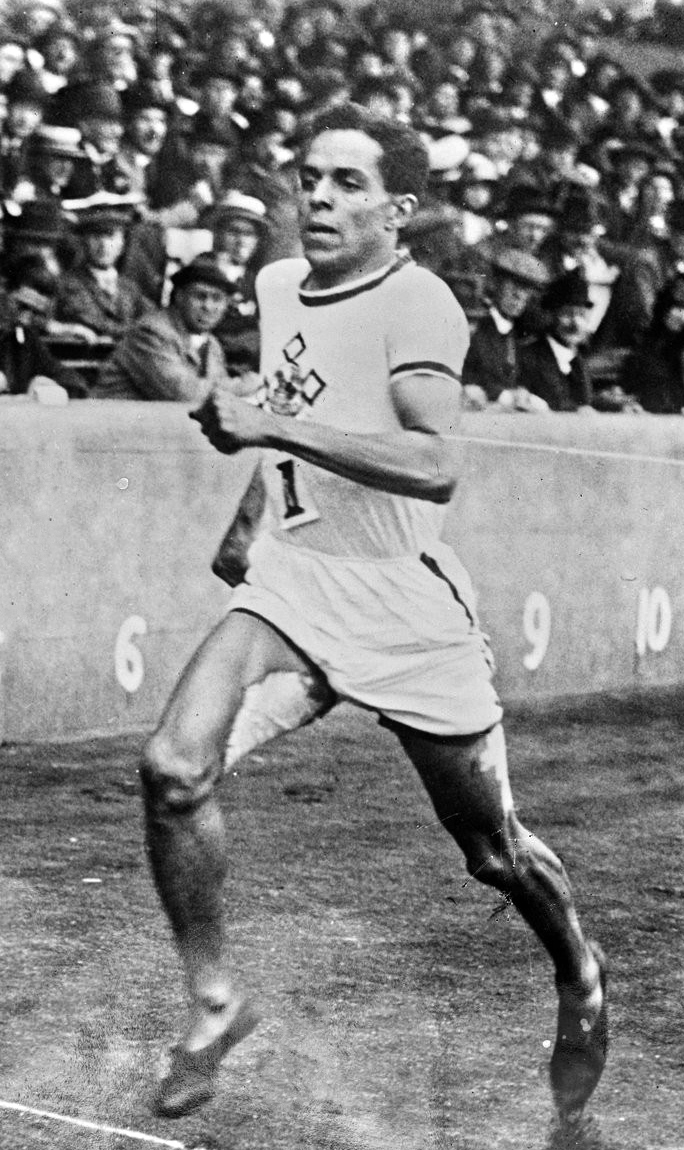
Bronzemedaillengewinner Harry Edward

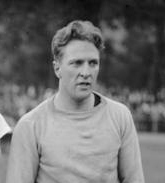
Loren Murchison erreichte Platz vier
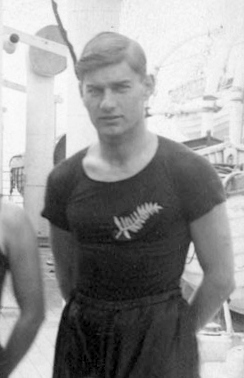
Der fünftplatzierte George Davidson